# Hazel Dell North
Hazel Dell South az Amerikai Egyesült Államok északnyugati részén, Washington állam Clark megyéjében elhelyezkedő önkormányzat nélküli és egykori statisztikai település, ma Hazel Dell népszámlálási lakóövezet része. A 2000. évi népszámláláskor 9261 lakosa volt.

## Népesség
A település népességének változása:

| 1990 | 6 924 |
| 2000 | 9 261 |